# Cheringoma

localização em Moçambique

Cheringoma é um distrito da província de Sofala, em Moçambique, com sede na vila de Inhaminga. Tem limite, a norte e noroeste com o distrito de Caia, a oeste com os distritos de Maringué  e Gorongosa, a sul  com o distrito de Muanza, a sudeste com o Oceano Índico e a leste e nordeste com o distrito de Marromeu.
De acordo com o Censo de 1997, o distrito tem 20 795 habitantes e uma área de 8 739 km², daqui resultando uma densidade populacional de 2,4 h/km².

## Divisão Administrativa
O distrito está dividido em dois postos administrativos (Inhaminga e Inhamitanga), compostos pelas seguintes localidades:
- Posto Administrativo de Inhaminga:
  - Vila de Inhaminga
  - Inhaminga
- Posto Administrativo de Inhamitanga:
  - Inhamitanga